# Navia Club de Fútbol
El Navia Club de Fútbol es un club de fútbol de España del concejo de Navia en el Principado de Asturias. Actualmente juega en la Segunda Asturfútbol de Asturias.

## Historia

### Antecedentes
El fútbol llegó a Navia de la mano de jóvenes del pueblo que estudiaban en universidades de grandes ciudades como Oviedo o Madrid y allí tomaron contacto con el por entonces nuevo deporte. En 1914 estos fundan la Sociedad Deportiva Navia Fútbol Club, bajo la presidencia de Enrique Álvarez Pérez, "Boinín". En esta primera época, y hasta la Guerra Civil, se disputan partidos sueltos y competiciones no oficiales con villas cercanas como Boal, Castropol, Vegadeo o Luarca. El primero de todos ellos fue en Luarca frente al Atletic Luarqués, que finalizó con 1-2 favorable a los naviegos.
Tras el parón obligado por la guerra, el entonces presidente Marcelino Fernández Jardón, inscribe al equipo en la Federación Asturiana. En 1946 se inaugura el actual campo de El Pardo y en 1948 el equipo se proclama campeón del Torneo Federación y del Campeonato Regional de Occidente. En esta época tienen lugares los curiosos partidos de los lunes, contra equipos que volvían a sus ciudades después de jugar el fin de semana. Equipos como el Pontevedra C. F., el Racing Club de Ferrol o la S. D. Indautxu cayeron contra el Navia en estos partidos. En la temporada 1951-52 se ascendió a la 1ª Categoría Regional, pero ello conllevó unos gastos de desplazamientos que llevaron al Navia a su desaparición en 1954.

### Navia Club de Fútbol
En 1960 se funda el actual Navia Club de Fútbol. En esa década se proclama campeón del occidente asturiano cuatro años consecutivos, incluyendo partidos de rivalidad como los que eran ante equipos del concejo, como el Andés C. F., el Villapedre o el Puerto de Vega Club de Fútbol. En la campaña 1965-66 se vuelve a ascender a Primera Categoría Regional, manteniéndose hasta el descenso en 1969.
En 1976 llega a la presidencia Joaquín Infanzón, "Quinito", quien realizó reformas en el campo (como la mejora del terreno de juego, la construcción de la tribuna cubierta o los nuevos vestuarios) y rondó el ascenso a la Tercera División, perdiendo promociones frente a la S. D. Atlético de La Camocha y la S. D. Laredo.
El ascenso a Tercera División lo logró en la temporada 1988-89, con Isidoro Sánchez en el banquillo. En los años posteriores el equipo se asentó en la categoría, manteniéndola por quince años consecutivos, los únicos de la historia del Navia en categoría nacional, hasta el descenso como penúltimo en la 2003-04. Durante estos años hubo una época en la que fue un club puntero de la categoría, llegando a disputar tres años la promoción de ascenso a Segunda División B. Durante esta etapa, siendo entrenador Rogelio García, la mayoría de los jugadores eran de la zona central de Asturias, que recalaban en el Navia en su mayoría por el atractivo económico. Esta mentalidad cambió a raíz del descenso, apostando más por la cantera y futbolistas de la zona. Si bien estas medidas sirvieron para que el equipo perdiese potencial deportivo, descendiendo a Primera Regional.
Tras un paso por todas las categorías regionales asturianas, en la temporada 2009-10, tras finalizar en primera posición en Regional Preferente se consigue retornar a Tercera División después de seis temporadas de ausencia. En la campaña 2012-13 desciende de nuevo a categorías autonómicas. 

## Uniforme
- Uniforme principal: camiseta a rayas verticales rojiblancas, con pantalón azul y medias rojas.
- Uniforme alternativo: camiseta azul con detalles blancos, pantalón y medias azules.

## Estadio
El Navia juega como local en el campo de campo de El Pardo, situado en la villa de Navia sobre terrenos ganados a la ría. Tiene unas dimensiones de 100 x 68 m, superficie de hierba natural y puede albergar hasta unas 3000 personas, 236 de ellas sentadas en la tribuna lateral cubierta inaugurada en 1981. Es propiedad del ayuntamiento de Navia y fue inaugurado el 14 de julio de 1946 con un partido frente al Barcia Club de Fútbol, ganando los naviegos por 3-1.
Anteriormente a la construcción de El Pardo, el Navia jugó en distintos campos. El primero de ellos, "La Granda de Mohías", estaba situado en el concejo vecino de Coaña, donde hoy está el Hospital de Jarrio. Sirvió como sede de 1914 a 1917, cuando el club se mudó a la pequeña aldea de La Colorada, en la parroquia de Andés, para jugar en el campo "El Raitán". En 1922 se siguió acercando el campo a la villa de Navia y se jugó en "La Granja del Pardo", junto al río Olga. El último campo del Navia antes de El Pardo fue el popularmente conocido como "La Dársena", hoy un astillero, que se utilizó desde 1940 a 1946.

## Datos del club

### Trayectoria en competiciones nacionales
- Temporadas en Primera División: 0
- Temporadas en Segunda División: 0
- Temporadas en Primera Federación: 0
- Temporadas en Segunda Federación: 0
- Temporadas en Tercera: 18
- Participaciones en Copa del Rey: 0

### Récords (3.ª División)
- Mejor puesto en la liga: 2.º (Tercera División, temporada 1996/97)
- Peor puesto en la liga: 19.º (Tercera División, temporadas 2003/04 y 2012/13)

| P. J. | P. G. | P. E. | P. P. | G. F. | G. C. | Puntos |
| ----- | ----- | ----- | ----- | ----- | ----- | ------ |
| 702   | 237   | 197   | 268   | 870   | 934   | 837    |

### Promociones de ascenso a 2.ª B
El Navia jugó un total de tres promociones a Segunda División B, todas ellas consecutivas desde 1997 a 1999. En ninguna de ellas consiguió el ascenso. En esos años, la promoción consistía en una liguilla a ida y vuelta entre cuatro equipos de los que ascendía el primer clasificado. A los equipos asturianos se les emparejaba con un gallego, un castellanoleonés y un madrileño.
- Promoción 1996-97: El Navia quedó encuadrado en el grupo A2 junto a tres filiales: S. D. Compostela "B", C. D. Leganés "B" y U. D. Salamanca "B". El equipo naviego solo logró puntuar con dos empates ante el Compostela, quedando en última posición.

- Promoción 1997-98: Al Navia le tocó esta vez el grupo A3 con Real Aranjuez C. F., C. D. Lalín y otra vez el filial del Salamanca. De los seis partidos solo se logró un empate, en Navia ante el Lalín.

- Promoción 1998-99: En el tercer intento, el grupo A1 junto al Navia con el Real Madrid C. F. "C", el R. C. Celta de Vigo "B" y el Real Ávila C. F.. El Navia no pudo evitar volver a la última plaza, pese a lograr dos victorias, una en Vigo y otra en El Pardo frente al Ávila.

## Palmarés

### Torneos nacionales
- Subcampeón de Tercera División (1): 1996-97.

### Torneos autonómicos
- Regional Preferente de Asturias (2): 1988-89 y 2009-10.
- Subcampeón de la Regional Preferente de Asturias (1): 1982-83.
- Primera Regional de Asturias (1): 1977-78.
- Subcampeón de la Primera Regional de Asturias (1): 2008-09.
- Subcampeón de la Segunda Regional de Asturias (1): 2019-20.

### Trofeos amistosos
- Memorial Manolo, "Panadero" (2): 2021, 2022.
- Memorial Manolín, "Puntina" (1): 2023.
- Memorial Armando Méndez (1): 2023.
- Trofeo Café de la Tierra (1): 2012.